# Ђемини (Лече)
Ђемини (итал. Gemini) је насеље у Италији у округу Лече, региону Апулија.
Према процени из 2011. у насељу је живело 1708 становника. Насеље се налази на надморској висини од 95 м.